# Tatort: Der Kormorankrieg
Der Kormorankrieg ist ein Fernsehfilm aus der Kriminalreihe Tatort. Der Film mit Eva Mattes als Kriminalhauptkommissarin Klara Blum  wurde vom SWR und Maran Film produziert und in Deutschland am 6. Januar 2008 erstmals ausgestrahlt. Diese 686. Folge der Tatort-Reihe ist der 13. Fall von Klara Blum und der 9. Fall von Kai Perlmann.
Die Ermittler haben den Mord an einem Umweltaktivisten zu lösen und geraten dabei in einen „Krieg“ zwischen Naturschützern und den Fischern vom Bodensee. Der dabei Getötete fiel allerdings einer Eifersuchtstat zum Opfer.

## Handlung
Vor dem Hintergrund der Kommunalwahlen in Konstanz ereignen sich wiederholt Brände in den Naturschutzgebieten, die vermutlich von den Fischern gelegt werden und die sich gegen die ständig wachsenden Kormoranbestände richten. Naturschützer Conrad Ketteler legt sich wiederholt mit den Fischern an und wird eines Tages tot im Bodensee gefunden. Der Rechtsmediziner findet heraus, dass er mit einem stumpfen Gegenstand am Hinterkopf getroffen wurde und er danach ertrunken ist.
Die Ermittlungen von Klara Blum und Kai Perlmann richten sich zunächst gegen die Fischer. Vorrangig Erwin Gasser erscheint verdächtig, da er kurz vor Kettelers Tod einen massiven Streit mit ihm hatte. Bei Gassers Befragung ergeben sich Widersprüche und er wird festgenommen.
Dennoch ermitteln die Kommissare weiter und finden heraus, dass Conrad Ketteler mit seiner Kollegin Heike Beek zusammen eine Tochter und daneben auch ein Verhältnis mit Almut, der Ehefrau des Gemüsebauern Thomas Weiß, hatte. Sie plante, mit ihm nach Neuseeland auszuwandern, was er jedoch am Ende wieder ablehnte und sie sich darüber handfest gestritten hatten.
Doch auffälliger erscheint Blum die Rolle des Lokalpolitikers Günter Balried, der sich bemüht, zwischen den Fischern und den Umweltschützern zu vermitteln und Ambitionen hat, als Abgeordneter in den Landtag einzuziehen. Zudem hat er eine Schuld bei Gasser abzuleisten, da er in der Vergangenheit den Tod der Tochter mitverursacht hatte. Auch findet Blum heraus, dass Ketteler eine Vielzahl von Wasseranalysen gemacht hatte und er damit verbotene Aktivitäten der Fischer nachweisen konnte. Die heimlich gemachten Videoaufnahmen belegen zudem, dass Balried dabei geholfen hat.
Unverhofft erhalten die Ermittler einen Hinweis auf Thomas Weiß. Obwohl er angeblich nichts von dem Verhältnis seiner Frau gewusst haben will, können ihm Blum und Perlmann das Gegenteil beweisen. Als sie zu seinem Hof fahren, um ihn zu verhaften, ergreift er die Flucht. Nach einer Verfolgungsjagd kann Weiß unverletzt festgenommen werden.

## Hintergrund
Die Dreharbeiten zu diesem vom Südwestrundfunk in Zusammenarbeit mit Maran Film produzierten Tatort-Krimi erfolgten in Konstanz, Baden-Baden und der Umgebung von Konstanz.

## Rezeption

### Einschaltquoten
Die Erstausstrahlung des Tatort Der Kormorankrieg am 6. Januar 2008 wurde in Deutschland insgesamt von 7,46 Millionen Zuschauern gesehen. Damit wurde ein Marktanteil von 20,3 Prozent erreicht.

### Kritiken
Die Kritiker der Fernsehzeitschrift TV Spielfilm urteilen verhalten: „Einer dieser Bodensee-Krimis, denen irgendwie das Pulver feucht geworden ist: Die Spannungsdramaturgie stottert, die Auflösung zündet nicht.“ Fazit: „Nicht doof, aber leider auch nicht packend.“
Ähnlich sieht das Kino.de, wo man meint, dass diesem Tatort „etwas mehr Pep ganz gut getan hätte.“